# 4512 Sinuhe
4512 Sinuhe eller 1939 BM är en asteroid upptäckt den 20 januari 1939 av den finske astronomen Yrjö Väisälä vid Storheikkilä observatorium. Asteroiden har fått sitt namn efter Sinuhe egyptiern, en roman skriven av Mika Waltari.